# Ypsilon2 Centauri
Ypsilon2 Centauri (υ2 Cen) – gwiazda w gwiazdozbiorze Centaura. υ2 Centauri jest żółto-białym jasnym olbrzymem typu widmowego F o jasności obserwowanej wynoszącej +4,34m. Jest oddalona o około 420 lat świetlnych od Słońca.